# マハレブ

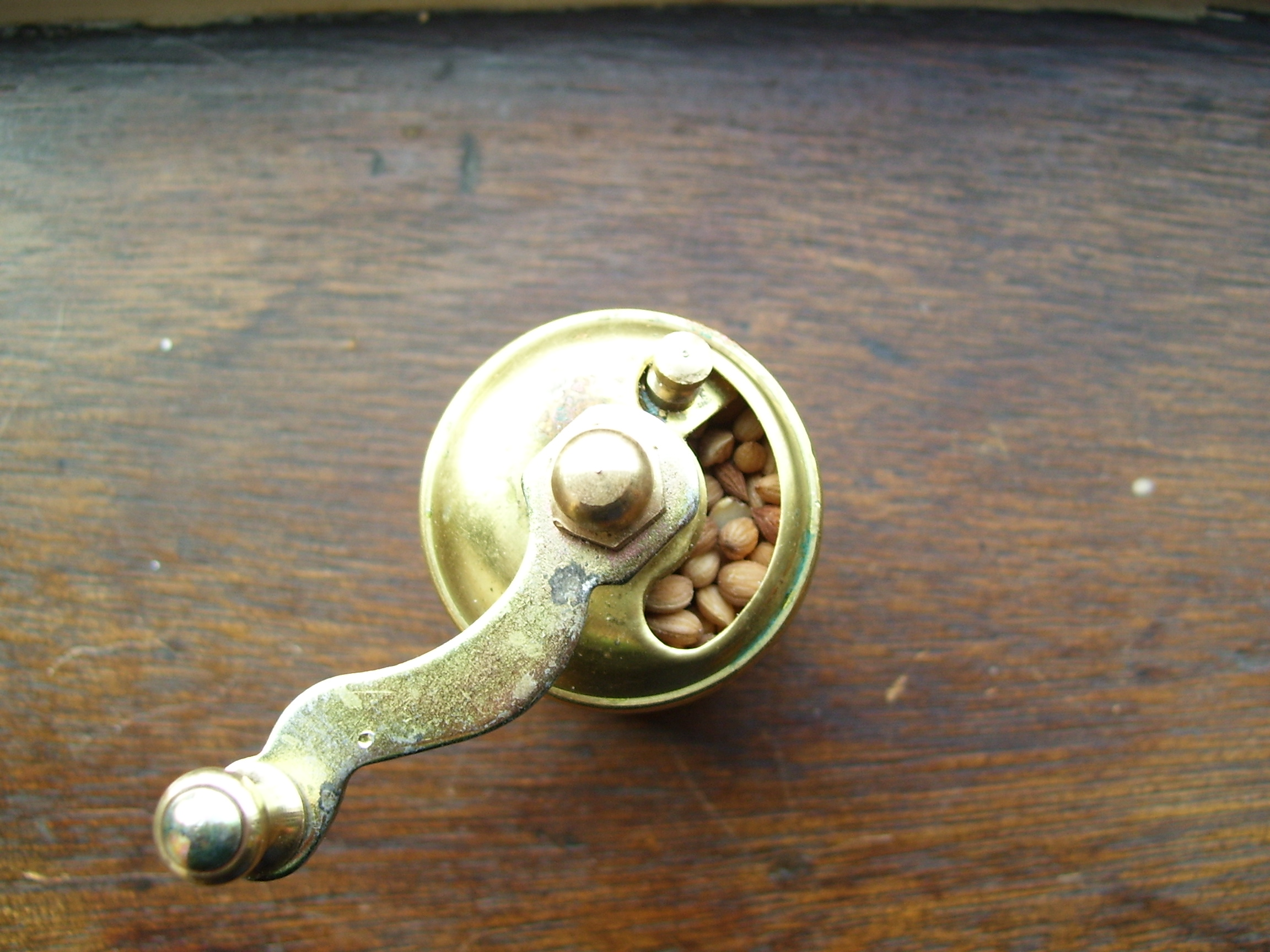
手動グラインダーの中に入ったサクランボの核果

マハレブ(Mahleb)は、サクラ属のプルヌス・マハレブの種子から作られる芳香を持つスパイスである。果核を割って直径5mm程で柔らかい核（仁）を取り出し、これを利用前に挽いて粉状にする。風味はビターアーモンドとサクランボに似て、またマルチパンにも似ている。
マハレブは、甘味をシャープにするために、菓子やケーキに少量加えるほか、アラブのストリングチーズであるTresse cheeseに風味をつけるために加えられる。
中東やその近辺では、焼き菓子の風味付けに数世紀に渡って使われてきた。"ḫalub"の果実や種子を利用したレシピは、古代シュメールに遡る。2010年頃のイギリスの料理本にも、マハレブを使ったレシピが見られるようになった。
ギリシャ料理では、クリスマス用のパン、新年のw:vasilopita、またアルメニアではcheoreg、トルコではpaskalya çöreğiと呼ばれる復活祭用のパン等、様々なツレーキにも加えられることがある。
トルコでは、ポガチャやその他のペイストリーを作るのに用いられる。アラビアでは、マアムールに用いられる。エジプトでは、粉末のマフレブを蜂蜜、ゴマ、ナッツとともにペースト状にし、パンとともにデザートやスナックとともに食べられる。
イングランドでは、mahalab、mahlep、mahalebとも綴ることがある。